# Verdrag van Marcoussis
Het Verdrag van Marcoussis werd op 5 augustus 1498 getekend tussen Lodewijk XII van Frankrijk en Ferdinand II van Aragón. Het maakte een einde aan de Italiaanse Oorlog van 1494 - 1498. Het koninkrijk Napels werd hierbij verdeeld tussen Frankrijk en Spanje. Spanje veroverde het echter volledig tussen 1502 en 1504.